# ヴァヨツ・ゾル地方
ヴァヨツ・ゾル地方（Վայոց Ձորի մարզ）はアルメニア南部の地方。中心都市はイェゲグナゾル。
東西でアゼルバイジャンと国境を接する。西はアゼルバイジャン領のナヒチェヴァン自治共和国。
面積は2,406km²。人口は53,230人（2001年）。アルメニア国内でもっとも人口密度が低い地方である。

## 都市
行政の中心イェゲグナゾルのほかに、ジェルムク、ヴァイク、アガラカゾルなど。

## 下位行政区分
8つのコミュニティ（地区）がある。
1. アレニ地区
2. グラゾル地区
3. イェゲギス地区
4. イェゲグナゾル地区
5. ザリタプ地区
6. マリシュカ地区
7. ジェルムク地区
8. ヴァイク地区